# Herpetopoma eboreum
Herpetopoma eboreum là một loài ốc biển, là động vật thân mềm chân bụng sống ở biển thuộc họ Chilodontidae.